# Canadian Open 2021
Il Canadian Open 2021, noto anche come National Bank Open presented by Rogers 2021 per motivi di sponsorizzazione, è stato un torneo di tennis giocato sul cemento. È stata la 130ª edizione del torneo maschile che fa parte della categoria ATP Tour Masters 1000 nell'ambito dell'ATP Tour 2021, e la 119ª di quello femminile che fa parte della categoria WTA Tour 1000 nell'ambito del WTA Tour 2021. Il torneo maschile si è giocato all'Aviva Centre di Toronto, quello femminile all'IGA Stadium di Montréal, entrambi dal 6 al 15 agosto 2021.

## Partecipanti ATP

### Teste di serie
| Nazionalità | Giocatore             | Ranking* | Testa di serie |
| ----------- | --------------------- | -------- | -------------- |
| Russia      | Daniil Medvedev       | 2        | 1              |
| Spagna      | Rafael Nadal          | 3        | 2              |
| Grecia      | Stefanos Tsitsipas    | 4        | 3              |
| Russia      | Andrej Rublëv         | 7        | 4              |
| Canada      | Denis Shapovalov      | 10       | 5              |
| Norvegia    | Casper Ruud           | 12       | 6              |
| Polonia     | Hubert Hurkacz        | 13       | 7              |
| Argentina   | Diego Schwartzman     | 14       | 8              |
| Canada      | Félix Auger-Aliassime | 15       | 9              |
| Spagna      | Roberto Bautista Agut | 16       | 10             |
| Francia     | Gaël Monfils          | 17       | 11             |
| Australia   | Alex de Minaur        | 18       | 12             |
| Cile        | Cristian Garín        | 19       | 13             |
| Bulgaria    | Grigor Dimitrov       | 21       | 14             |
| Russia      | Aslan Karacev         | 23       | 15             |
| Italia      | Jannik Sinner         | 24       | 16             |

### Altri partecipanti
I seguenti giocatori hanno ricevuto una wildcard per il tabellone principale:
- Jenson Brooksby
- Nick Kyrgios
- Vasek Pospisil

Il seguente giocatore è entrato in tabellone come ranking protetto:
- Kei Nishikori

I seguenti giocatori sono passati dalle qualificazioni:

- Ričardas Berankis
- James Duckworth
- Yoshihito Nishioka
- Tommy Paul
- Emil Ruusuvuori
- Brayden Schnur

### Ritiri
Prima del torneo
- Matteo Berrettini → sostituito da  Jan-Lennard Struff
- Pablo Carreño Busta → sostituito da  Benoît Paire
- Borna Ćorić → sostituito da  John Millman
- Novak Đoković → sostituito da  Dušan Lajović
- Roger Federer → sostituito da  Miomir Kecmanović
- David Goffin → sostituito da  Albert Ramos Viñolas
- Dominic Thiem → sostituito da  Taylor Fritz
- Milos Raonic → sostituito da  Lloyd Harris
- Stan Wawrinka → sostituito da  Marin Čilić
- Alexander Zverev → sostituito da  Sebastian Korda

## Partecipanti ATP doppio

### Teste di serie
| Nazione     | Giocatore            | Nazione       | Giocatore        | Ranking* | Testa di serie |
| ----------- | -------------------- | ------------- | ---------------- | -------- | -------------- |
| Croazia     | Nikola Mektić        | Croazia       | Mate Pavić       | 3        | 1              |
| Spagna      | Marcel Granollers    | Argentina     | Horacio Zeballos | 9        | 2              |
| Colombia    | Juan Sebastián Cabal | Colombia      | Robert Farah     | 15       | 3              |
| Stati Uniti | Rajeev Ram           | Regno Unito   | Joe Salisbury    | 19       | 4              |
| Germania    | Kevin Krawietz       | Romania       | Horia Tecău      | 36       | 5              |
| Polonia     | Łukasz Kubot         | Brasile       | Marcelo Melo     | 36       | 6              |
| Australia   | John Peers           | Slovacchia    | Filip Polášek    | 37       | 7              |
| Germania    | Tim Pütz             | Nuova Zelanda | Michael Venus    | 51       | 8              |

### Altri partecipanti
Le seguenti coppie hanno ricevuto una wildcard per il tabellone principale:

## Partecipanti WTA

### Teste di serie
| Nazionalità | Giocatrice               | Ranking* | Testa di serie |
| ----------- | ------------------------ | -------- | -------------- |
| Bielorussia | Aryna Sabalenka          | 3        | 1              |
| Canada      | Bianca Andreescu         | 5        | 2              |
| Ucraina     | Elina Svitolina          | 6        | 3              |
| Rep. Ceca   | Karolína Plíšková        | 7        | 4              |
| Spagna      | Garbiñe Muguruza         | 9        | 5              |
| Romania     | Simona Halep             | 10       | 6              |
| Rep. Ceca   | Petra Kvitová            | 13       | 7              |
| Bielorussia | Viktoryja Azaranka       | 15       | 8              |
| Belgio      | Elise Mertens            | 17       | 9              |
| Russia      | Anastasija Pavljučenkova | 18       | 10             |
| Grecia      | Maria Sakkarī            | 19       | 11             |
| Kazakistan  | Elena Rybakina           | 20       | 12             |
| Tunisia     | Ons Jabeur               | 22       | 13             |
| Rep. Ceca   | Karolína Muchová         | 23       | 14             |
| Stati Uniti | Cori Gauff               | 25       | 15             |
| Stati Uniti | Madison Keys             | 26       | 16             |

### Altre partecipanti
Le seguenti giocatrici hanno ricevuto una wildcard per il tabellone principale:
- Leylah Annie Fernandez
- Simona Halep
- Rebecca Marino
- Caty McNally
- Carol Zhao

Le seguenti giocatrici sono passate dalle qualificazioni:

- Amanda Anisimova
- Clara Burel
- Harriet Dart
- Océane Dodin
- Caroline Garcia
- Tereza Martincová
- Anastasija Potapova
- Alison Van Uytvanck

### Ritiri
Prima del torneo
- Ekaterina Aleksandrova → sostituita da  Kateřina Siniaková
- Ashleigh Barty → sostituita da  Danielle Collins
- Belinda Bencic → sostituita da  Jil Teichmann
- Jennifer Brady → sostituita da  Camila Giorgi
- Sofia Kenin → sostituita da  Anastasija Sevastova
- Angelique Kerber → sostituita da  Ajla Tomljanović
- Barbora Krejčíková → sostituita da  Marie Bouzková
- Naomi Ōsaka → sostituita da  Fiona Ferro
- Iga Świątek → sostituita da  Ljudmila Samsonova
- Markéta Vondroušová → sostituita da  Zhang Shuai

## Partecipanti WTA doppio

### Teste di serie
| Nazione       | Giocatore          | Nazione       | Giocatore          | Ranking* | Testa di serie |
| ------------- | ------------------ | ------------- | ------------------ | -------- | -------------- |
| Rep. Ceca     | Barbora Krejčíková | Rep. Ceca     | Kateřina Siniaková | 5        | 1              |
| Belgio        | Elise Mertens      | Bielorussia   | Aryna Sabalenka    | 8        | 2              |
| Giappone      | Shūko Aoyama       | Giappone      | Ena Shibahara      | 18       | 3              |
| Stati Uniti   | Nicole Melichar    | Paesi Bassi   | Demi Schuurs       | 23       | 4              |
| Cile          | Alexa Guarachi     | Stati Uniti   | Desirae Krawczyk   | 33       | 5              |
| Canada        | Gabriela Dabrowski | Brasile       | Luisa Stefani      | 37       | 6              |
| Taipei cinese | Chan Hao-ching     | Taipei cinese | Latisha Chan       | 40       | 7              |
| Croazia       | Darija Jurak       | Slovenia      | Andreja Klepač     | 48       | 8              |

### Altre partecipanti
Le seguenti coppie hanno ricevuto una wildcard per il tabellone principale:

## Punti e montepremi

### Distribuzione punti
| Evento              | V    | F   | SF  | QF  | 3T  | 2T  | 1T | Q   | Q2  | Q1  |
| Singolare maschile  | 1000 | 600 | 360 | 180 | 90  | 45  | 10 | 25  | 16  | 0   |
| Doppio maschile     | 1000 | 600 | 360 | 180 | 90  | N/A | 0  | N/A | N/A | N/A |
| Singolare femminile | 900  | 585 | 350 | 190 | 105 | 60  | 1  | 30  | 20  | 1   |
| Doppio femminile    | 900  | 585 | 350 | 190 | 105 | N/A | 1  | N/A | N/A | N/A |

### Distribuzione premi in denaro
| Evento              | V          | F        | SF       | QF       | 3T      | 2T      | 1T      | Q2     | Q1     |
| Singolare maschile  | $1,049,040 | $531,010 | $272,365 | $140,385 | $70,325 | $36,030 | $20,755 | $7,945 | $3,970 |
| Singolare femminile | $521,530   | $253,420 | $126,950 | $60,455  | $29,120 | $14,920 | $8,045  | $3,270 | $1,980 |
| Doppio maschile     | $311,910   | $152,210 | $76,300  | $38,870  | $20,500 | N.D.    | $10,980 | N.D.   | N.D.   |
| Doppio femminile    | $149,190   | $75,360  | $37,315  | $18,780  | $9,530  | N.D.    | $4,710  | N.D.   | N.D.   |

## Campioni

### Singolare maschile
Daniil Medvedev ha sconfitto in finale  Reilly Opelka con il punteggio di 6–4, 6–3.
- È il dodicesimo titolo in carriera per Medvedev, il terzo della stagione.

### Singolare femminile
Camila Giorgi ha sconfitto in finale  Karolína Plíšková con il punteggio di 6–3, 7–5.

### Doppio maschile
Rajeev Ram /  Joe Salisbury hanno sconfitto in finale  Nikola Mektić /  Mate Pavić con il punteggio di 3–6, 6–4, [10–3].

### Doppio femminile
Gabriela Dabrowski /  Luisa Stefani hanno sconfitto in finale  Darija Jurak /  Andreja Klepač con il punteggio di 6–3, 6–4.